# Hradec nad Moravicí
Hradec nad Moravicí (en allemand : Grätz) est une ville du district d'Opava, dans la région de Moravie-Silésie, en Tchéquie. Sa population s'élevait à 5 485 habitants en 2024.

## Géographie
La ville se situe dans la région historique de Silésie, dans les contreforts sud-est des Sudètes. Elle est arrosée par la rivière Moravice, un affluent de l'Opava, et se trouve à 8 km au sud-sud-ouest d'Opava, à 29 km à l'ouest-nord-ouest d'Ostrava et à 248 km à l'est de Prague.
La commune est limitée par Štáblovice au nord-ouest, par Uhlířov, Branka u Opavy et Chvalíkovice au nord, par Vršovice et Hlubočec à l'est, par Skřipov et Březová au sud, et par Radkov et Melč à l'ouest.

## Histoire
Au haut Moyen-Âge, l'éperon rocheux dominant les eaux de la Moravice était le site d'une forteresse des Golensizi surveillant la route entre la Haute-Silésie et la Moravie. La première mention écrite de la localité date de 1060. Dans les années 1280, le château de Hradec fut le siège de Cunégonde de Slavonie, veuve du roi Ottokar II de Bohême.
Dès 1288, Hradec était détenu par le duc Nicolas, fils naturel d'Ottokar II, et de ses descendants, les ducs d'Opava, une lignée illégitime de la dynastie bohémienne des Přemyslides. Son fils Nicolas II résidait au château ; au début du XVe siècle, sous le règne de Przemko Ier, le siège des ducs fut à nouveau établi à Opava. 
Enfin, en 1464, lorsque le roi Georges de Bohême acquiert le domaine, le règne de la branche d'Opava des Přemyslides s'était ainsi terminé. L'année suivante, le fils cadet de Georges Victor de Poděbrady fut inféodé avec le duché. En 1481, il concéda des droits urbains et de privilèges commerciaux à Hradec.
Dans les siècles suivants, les biens passent entre de nombreuses mains, dont les seigneurs de Czettritz et le prince Carl Alois de Lichnowsky (1761-1814), grand mécène qui a reçu ici Ludwig van Beethoven en 1806 et en 1811. De la même manière, Franz Liszt séjourne à Hradec en 1846 et en 1848.

## Patrimoine
- Patrimoine civil :

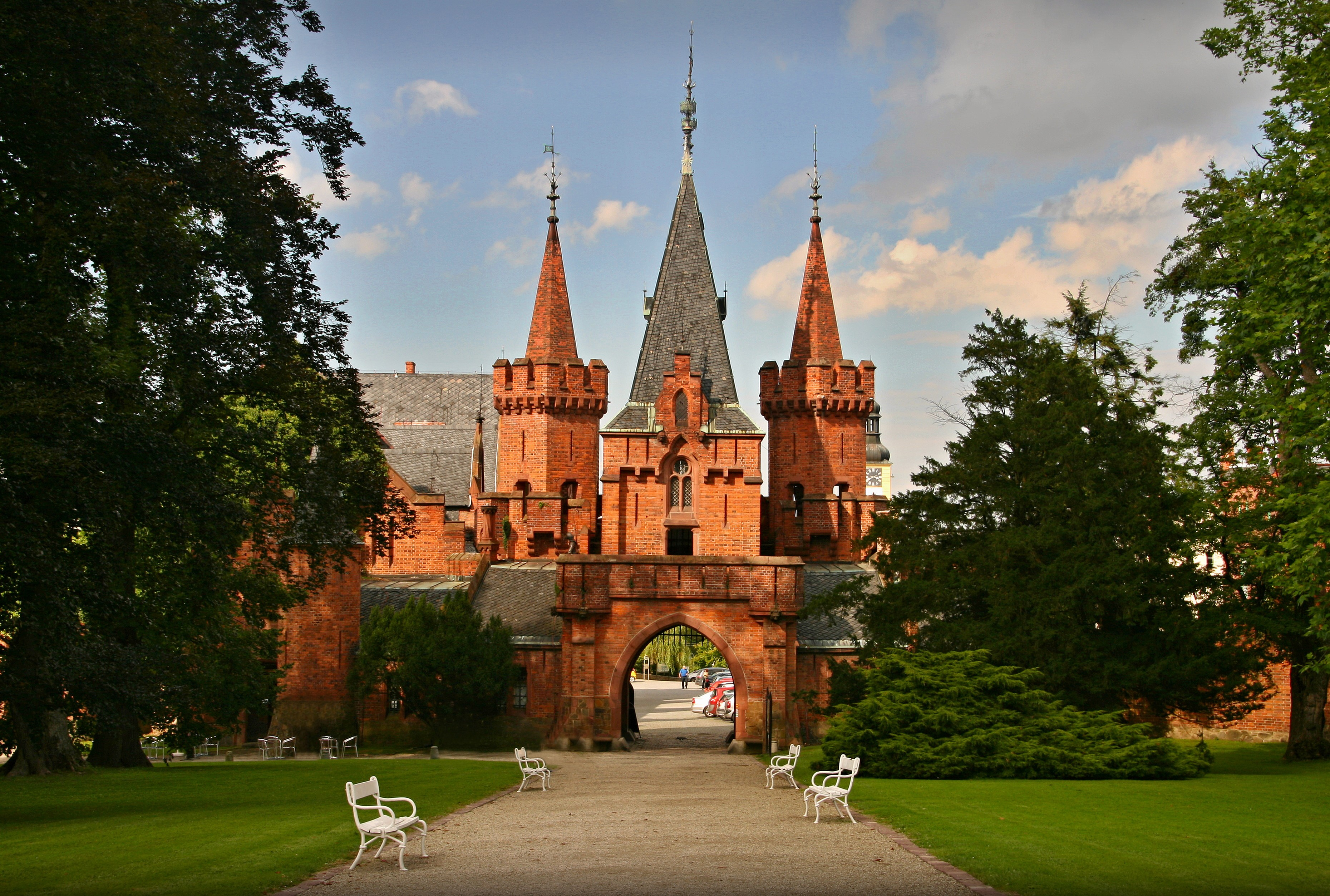
Le château rouge.
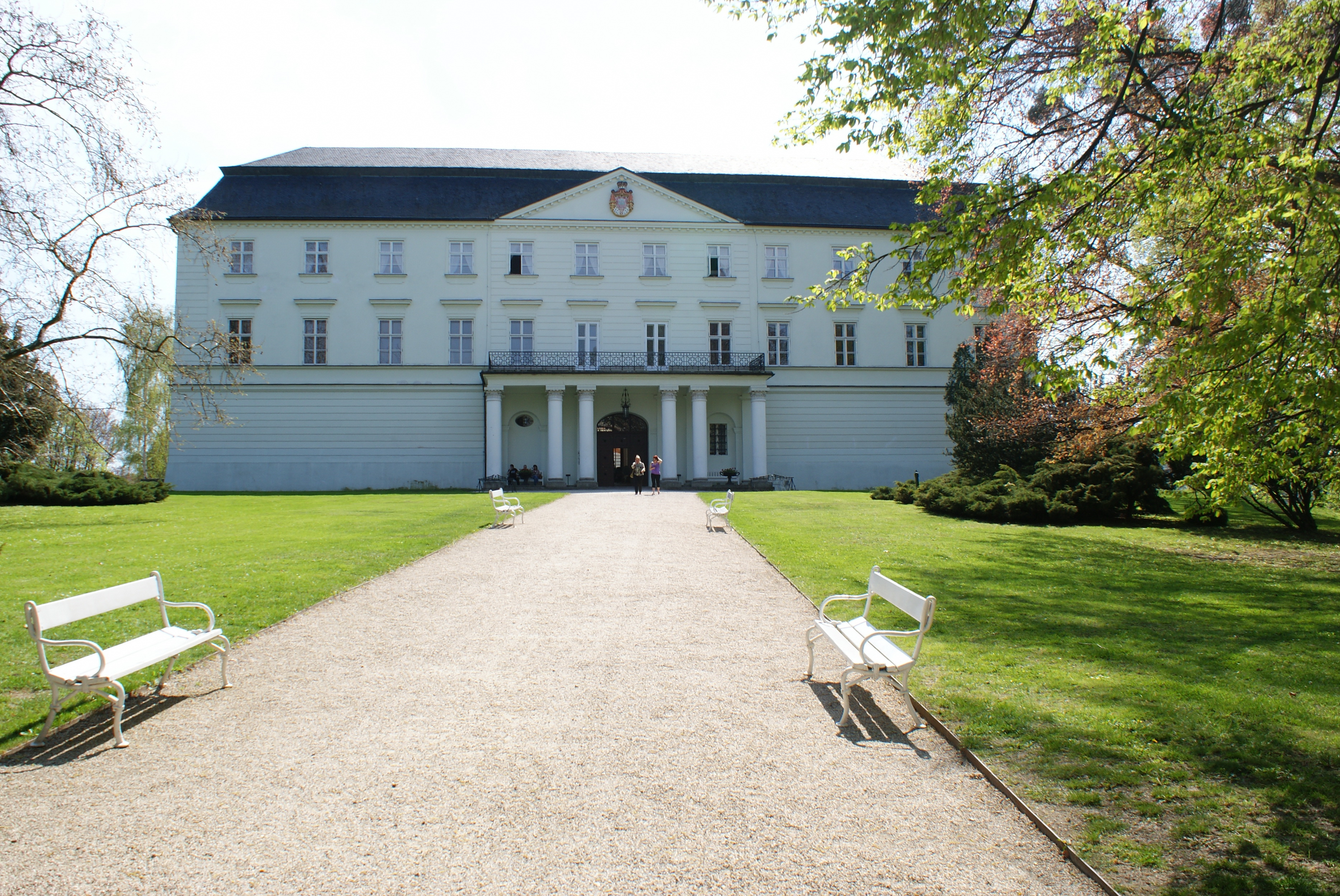
Le château blanc.

- Patrimoine religieux :

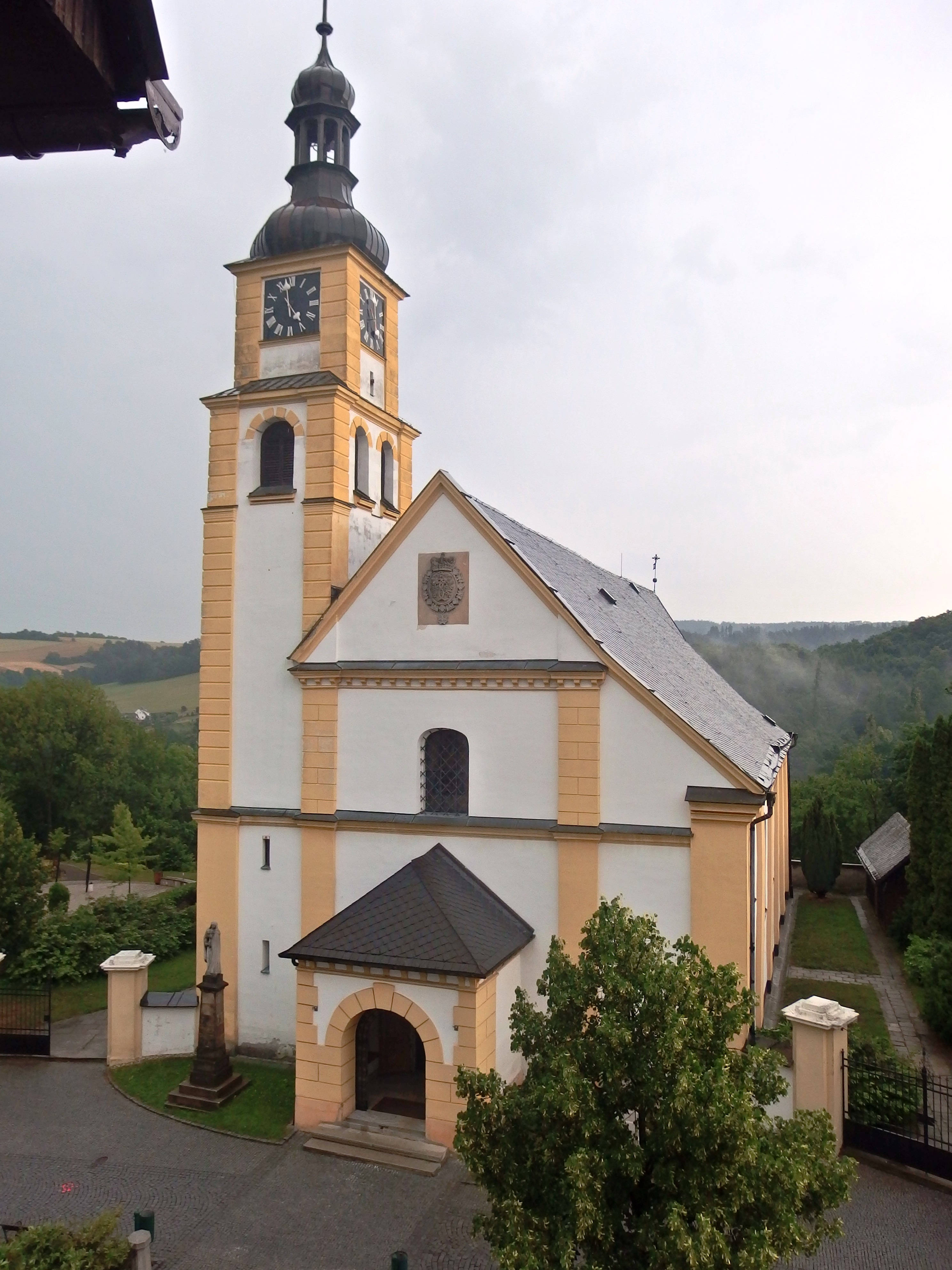
Église Saints-Pierre-et-Paul.
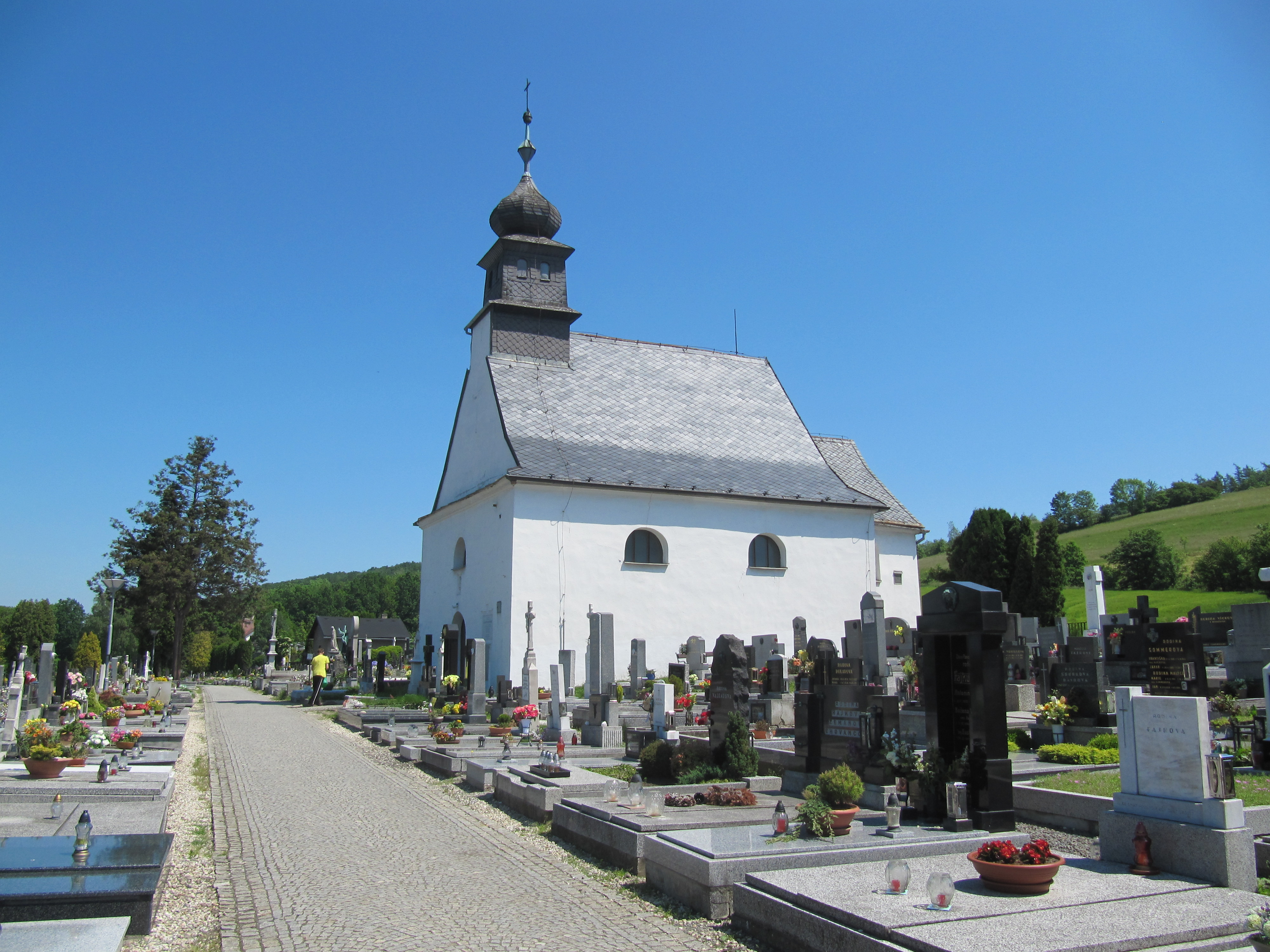
Chapelle et cimetière.

## Transports
Par la route, Hradec nad Moravicí se trouve à 9 km d'Opava, à 44 km d'Ostrava et à 347 km de Prague.

## Jumelages
La ville de Hradec nad Moravicí est jumelée avec :
- Baborów (Pologne)
- Liptovský Hrádok (Slovaquie)